# Jens Salling
Jens Sallling er en dansk ungdomspolitiker. Fra 6. marts 2011 til 18. marts 2012 bestred Jens Salling posten som landsformand for Konservativ Ungdoms Landsorganisation 